# Perdita layiae
Perdita layiae är en biart som beskrevs av Cockerell 1938. Perdita layiae ingår i släktet Perdita och familjen grävbin. Inga underarter finns listade i Catalogue of Life.